# 4894 Ask
4894 Ask (1986 RJ) là một tiểu hành tinh vành đai chính được phát hiện ngày 8 tháng 9 năm 1986 bởi Jensen, P. ở Brorfelde.